# Moviment 26 de Juliol
El  Moviment 26 de Juliol  (M-26-J) va ser una organització política i militar cubana creada informalment el 1953 per un grup liderat per Fidel Castro que va atacar les casernes de l'exèrcit a Santiago de Cuba per tal d'enderrocar el dictador Fulgencio Batista. Tenia una ideologia nacionalista, antiimperialista i democràtica fundada en les idees de José Martí.
Va ser l'organització més important entre les que van participar en la Revolució cubana. A finals de 1956 va establir una base guerrillera a la Sierra Maestra que va acabar vencent a les tropes del dictador Fulgencio Batista el 31 de desembre de 1958, per prendre el poder en instal·lar juntament amb altres organitzacions un govern presidit per Manuel Urrutia Lleó.
Al Juliol de 1961 va ser un dels partits que van integrar les Organizaciones Revolucionarias Integradas (ORI), juntament amb el Partido Socialista Popular i el Directorio Revolucionario 13 marzo que va dissoldre's el 26 de març de 1962 per formar el Partido Unido de la Revolución Socialista de Cuba (PURSC), d'ideologia comunista.

## Origen
El seu nom prové de l'assalt a la caserna Moncada a Santiago de Cuba el 26 de juliol de 1953. El M-26-7 va ser creat a Cuba el 12 de juny de 1955 en la clandestinitat, durant la dictadura de Fulgencio Batista (1952-1959). En aquells dies Fidel Castro, el seu promotor, acabava de ser amnistiat i alliberat de la presó on es trobava complint una condemna per haver encapçalat l'assalt a la Caserna Montcada el 1953. A causa d'aquesta acció, Fidel Castro, que era un important líder del Partit Ortodox fundat per Eduardo Chibás, es va tornar una personalitat cèlebre a l'illa.
El nucli inicial, format pel grup que va organitzar l'assalt a la Caserna Montcada, es va fusionar amb el Moviment Nacional Revolucionari que dirigia Rafael García Bárcenas i amb la major part de la Joventut Ortodoxa. Poc després s'uniria Acció Nacional Revolucionària dirigit per Frank País. A causa de l'amplitud ideològica i del seu objectiu d'enderrocar la dictadura de Batista, el M-26-7 aniria ràpidament sumant a joves de les més diverses procedències polítiques.

## Acció política i militar
Durant 1955 i 1956 el M-26-J es dedica a organitzar-se en tot el país mitjançant direccions provincials i territorials, mentre que, una part de la Direcció Nacional, incloent a Fidel Castro, va haver d'exiliar a Mèxic, on van organitzar i entrenar un nucli guerriller per tal de desembarcar a Cuba i iniciar una revolució armada.
El 1956 un grup de 82 guerrillers del Moviment 26 de Juliol, conduïts per Fidel Castro, es van embarcar a Mèxic al iot Granma per desembarcar a la platja de les Coloridas, a l'Orient cubà. Després d'un mal començament i gran nombre de baixes, un petit grup d'aproximadament 12 persones, l'Exèrcit Rebel, va aconseguir instal·lar una base guerrillera a Sierra Mestra, augmentant les seves files fins a 400 homes el febrer de 1958. Per enfrontar-s'hi les tropes de Fulgencio Batista van llançar una ofensiva de 10.000 homes amb suport aeri i terrestre aproximar-se i destruir els guerrillers ocults a la serra entre abril i agost de 1958, aquesta campanya va desenvocar en un fracàs decisiu per al desenvolupament del conflicte. Finalment després de dos anys de guerra els rebels van vèncer les forces de Batista provocant la seva fugida a la República Dominicana i la presa del poder l'1 de gener de 1959. En aquest moment sumaven de 2.000 a 3.000 guerrillers i la guerra havia costat la vida a entre mil i dos mil cinc-centes persones.
Durant el període de la guerra, al M-26-J hi van sorgir dos grups clarament definits, i denominats de «la serra» i «el pla», referint-el primer al grup guerriller, directament dirigit per Fidel Castro amb gran influència de Ernesto Guevara i Raúl Castro, i el segon als dirigents que es trobaven a les ciutats realitzant tasques d'agitació i relació amb altres partits polítics, els sindicats i el moviment estudiantil. Des d'un començament el grup de la serra va adoptar una posició més esquerrana, antinorteamericana i amb millors relacions amb el Partit Comunista, que el grup del pla, que mostrava una posició nacionalista-antiimperialista clàssica, amb un fort contingut anticomunista, més inclinada a establir una democràcia liberal. En el grup del pla s'hi van destacar dirigents com Armando Hart i René Ramos Latour.
Després de la presa del poder, Fidel Castro, Ernesto Che Guevara i Raúl Castro van influir fortament per tal que el M-26-J s'identifiqués amb els principis del comunisme provocant fractures internes i allunyaments. És per això que alguns dels seus integrants es van tornar clarament contraris a la revolució, com Huber Matos, més inclinats a establir un govern nacionalista allunyat de les transformacions socials, que va ser condemnat a presó i exili, o Pedro Boitel empresonat fins que va morir el 1972. D'altres es van exiliar com Raúl Chibás i José Pardo Llada. Manuel Artime va participar en la fracassada Invasió de Badia de Cochinos.
L'evolució cap al comunisme de l'M-26-J i del govern cubà va portar a la progressiva dissolució del Moviment 26 de Juliol. Al juliol de 1961 es va integrar a les Organitzacions Revolucionàries Integrades (ORI), juntament amb el Partit Socialista Popular (Comunista) i el Directori Revolucionari 13 de Març. Les ORI al seu torn, es van dissoldre el 26 de març de 1962 per formar el Partit Unit de la Revolució Socialista de Cuba (PURSC), d'ideologia comunista. Aquest últim, finalment, el 3 d'octubre de 1965 es va transformar en el Partit Comunista de Cuba.

## Integrants
La primera direcció nacional del M-26-J va estar integrada pels revolucionaris: Fidel Castro, Melba Hernández, Haydee Santamaría, Antonio Ñico López, Pedro Miret Prieto, José A. "Pepe" Suárez, Pedro Celestino Aguilera, Faustino Pérez, Armando Hart, Luis Barreto Milián, Jesús Montané i Juan Manuel Márquez.
Altres líders polítics que van formar part del Moviment 26 de Juliol van ser: Ernesto "Che" Guevara, Camilo Cienfuegos, Raúl Castro, Juan Almeida Bosque, Celia Sánchez, Huber Matos, Ciro Redondo, Carlos Franqui, Raúl Chibás, Abel Santamaría, Frank País, Agustín Navarrete Sarbabous, Raúl Martínez Ararás, Josué País, Efigenio Ameijeiras, Osmani Cienfuegos, Ramiro Valdés, Renato Guitart, José Pardo Llada, Teodulio Mitchel, Pedro Luis Boitel Abraham i Manuel Artime.